# 那賀町立上那賀病院
那賀町立上那賀病院（なかちょうりつかみなかびょういん）は、徳島県那賀郡那賀町にある町内で唯一の公立病院である。

## 沿革
- 1949年 開設。
- 1996年 病院を建て替える。
- 2005年 上那賀町が町村合併のため那賀町となり、病院名を那賀町立上那賀病院に改称。

## 診療科目
- 内科
- 胃腸科
- 外科
- 整形外科
- 皮膚科
- 肛門科
- リハビリテーション科